# Oro

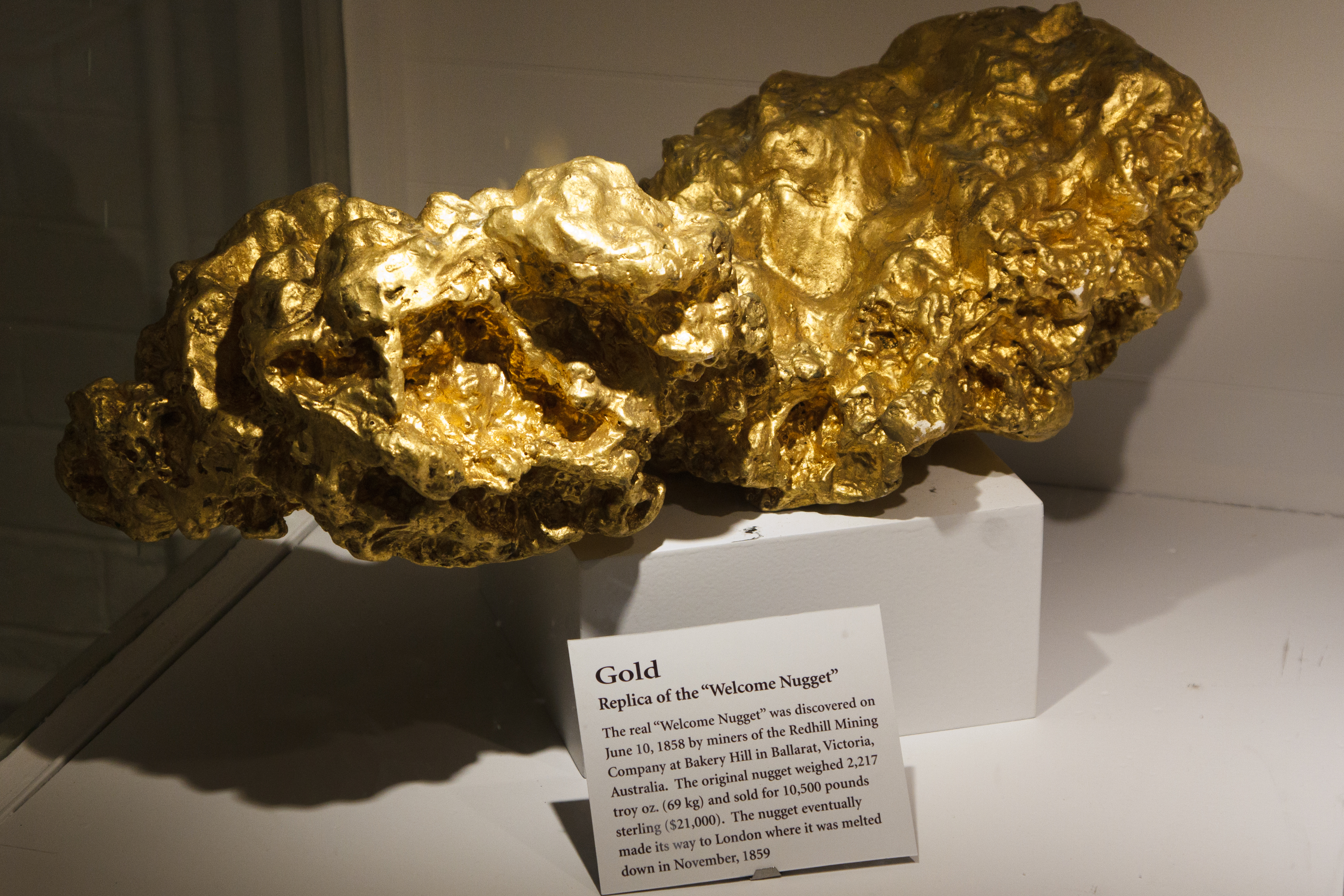
Replica della Welcome Nugget esposta all'Harvard Mineralogical Museum, USA.

L'oro è l'elemento chimico di numero atomico 79 e il suo simbolo è Au (dal latino aurum). È un metallo di transizione tenero, pesante, duttile, malleabile di colore giallo, dovuto all'assorbimento delle lunghezze d'onda del blu dalla luce incidente.
Inattaccabile dalla maggior parte dei composti chimici, reagisce in pratica solo con l'acqua regia e con lo ione cianuro. Con il mercurio forma un amalgama, ma non un composto chimico. Si trova allo stato nativo sotto forma di pepite, grani e pagliuzze nelle rocce e nei depositi alluvionali.
È stato adoperato fin dall'antichità per coniare monete e, prima dell'avvento della moneta fiat (latino per "sia fatta", cioè creata dal nulla, com'è quella odierna) è stato usato come controvalore per le emissioni valutarie degli Stati, come avveniva all'interno del cosiddetto gold standard. Si usa inoltre in gioielleria, odontoiatria e nell'industria elettronica. Il suo codice ISO come valuta è XAU (controvalore per oncia di metallo). L'oro è diventato nel tempo il simbolo di purezza, valore e lealtà.

## Storia

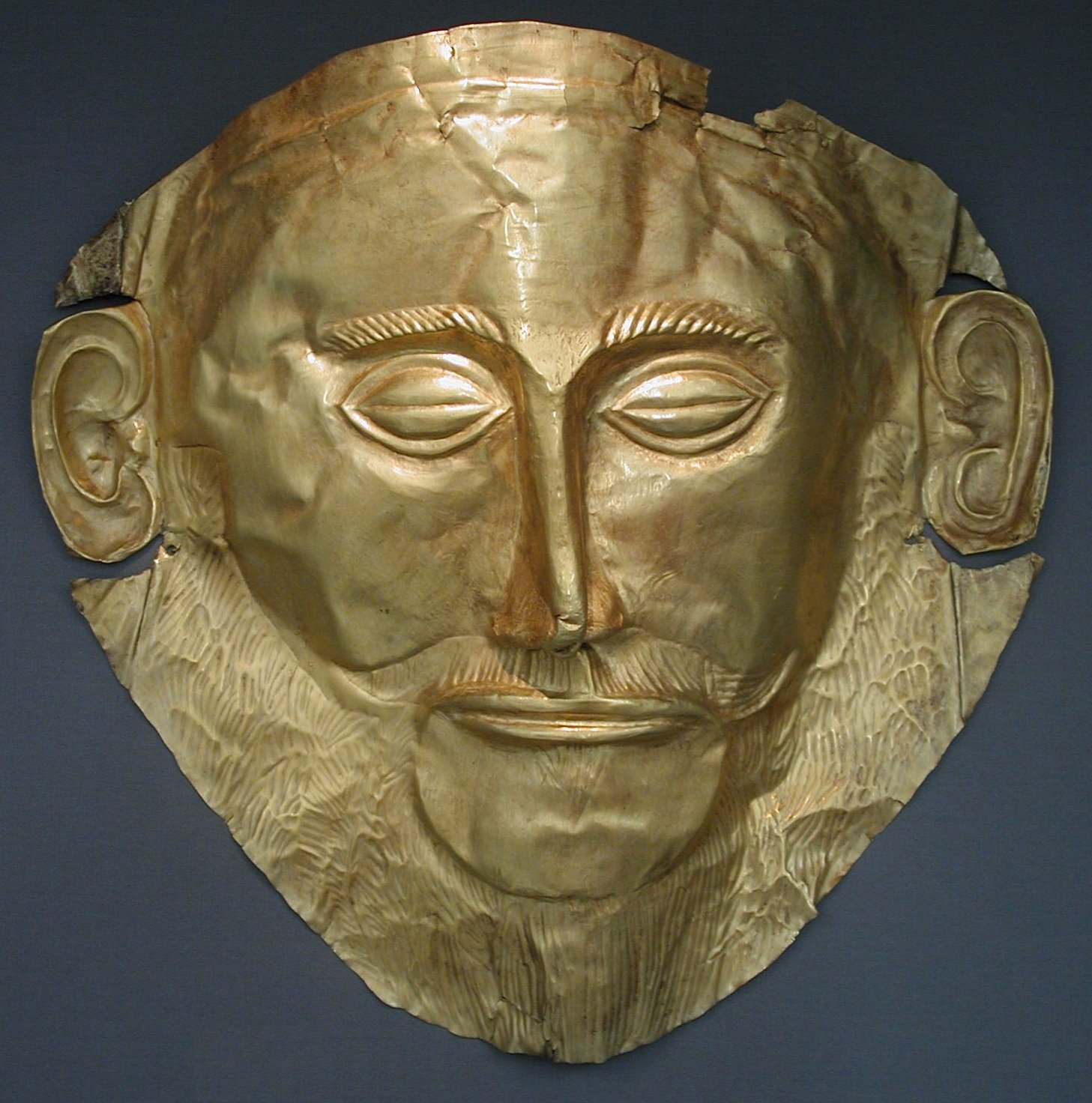
La maschera di Agamennone d'oro, XVI secolo a.C.

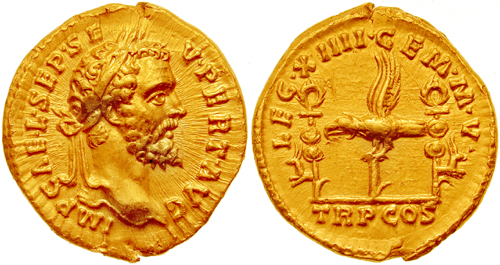
Aureo dell’imperatore romano Settimio Severo, 193 d.C.

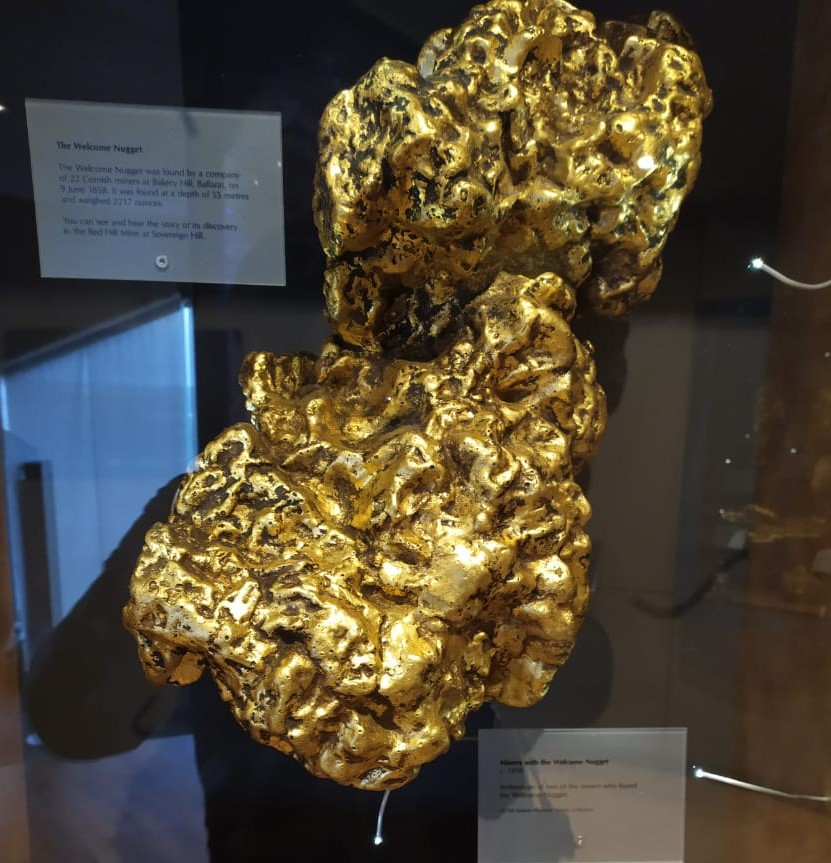
Replica del Welcome Nugget al Museums Victoria.

L'oro è noto e molto apprezzato dall'uomo fin dalla preistoria. Molto probabilmente è stato il primo metallo mai usato dalla specie umana (prima del rame) per la manifattura di ornamenti, gioielli e oggetti rituali.
L'oro è citato nei testi egizi (geroglifico nwb/nbw) a partire dal faraone Den, I dinastia egizia, intorno al 3000 a.C. In epoca più tarda (XIV secolo a.C.) nel cuneiforme accadico tipico delle lettere di Tell el-Amarna, il re assiro Ashur-uballit I e il re Tushratta di Mitanni sostenevano che in Egitto l'oro fosse "comune come la polvere" (EA# 16 e EA# 19). L'Egitto e la Nubia avevano infatti risorse tali da collocarli tra i produttori d'oro più importanti delle civiltà della storia antica.
L'oro, specialmente nel periodo di formazione dello stato egizio, ebbe sia un ruolo politico sia economico: fu uno degli elementi all'origine della divinizzazione del faraone e della nascita delle città.
L'oro viene spesso citato nell'Antico Testamento. Nella Bibbia l'Eden è un giardino bagnato da un fiume che si divide in quattro rami: «Il primo… bagna il paese di Avila, dove c'è l'oro; l'oro di questo paese è puro». In Egitto Abramo è ricco d'oro: il suo servitore, incontrando Rebecca, le mette alle narici un anello d'oro, ai polsi dei braccialetti.
A Mosè, che guida gli Ebrei fuori dall'Egitto, Yahweh dona un consiglio prezioso: 

Sulla montagna Yahweh non smette di donare all'oro un ruolo importante. Quando ordina a Mosè di costruire l'arca dell'Alleanza, gli dice: 

Yahwè chiede a Mosè di costruire un tavolo con modanature e anelli d'oro; i piatti, le coppe, gli acquamanili, le patene per le libagioni, i candelabri: «Li farai di oro puro» dice Yahwè. Anche per la costruzione del Tempio e per i paramenti dei sacerdoti sarà utilizzato l'oro. Yahwè suggerisce inoltre a Mosè dove gli Ebrei avrebbero potuto trovare tanto metallo: 
In seguito gli Ebrei adoreranno il vitello d'oro. Secondo il Libro dell'Esodo il popolo, vedendo che Mosè tardava a scendere dalla montagna, chiede un dio ad Aronne. «Raccogliete gli anelli d'oro che pendono dalle orecchie delle vostre mogli, dei vostri figli e figlie e portateli a me» risponde Aronne. Poi “avendoli ricevuti dalle loro mani”, fa fondere il metallo e modella una statua di un vitello; il popolo acclama: “Ecco il tuo dio, Israele!”.
Davide porta a Gerusalemme le rotelle d'oro che ha conquistato al re di Coba e consacra a Yahwè l'oro di tutte le nazioni che ha soggiogato. Salomone riveste d'oro fino l'interno e l'esterno del Tempio. Nel cantico dei cantici il nome del metallo diviene quasi un motivo musicale. 

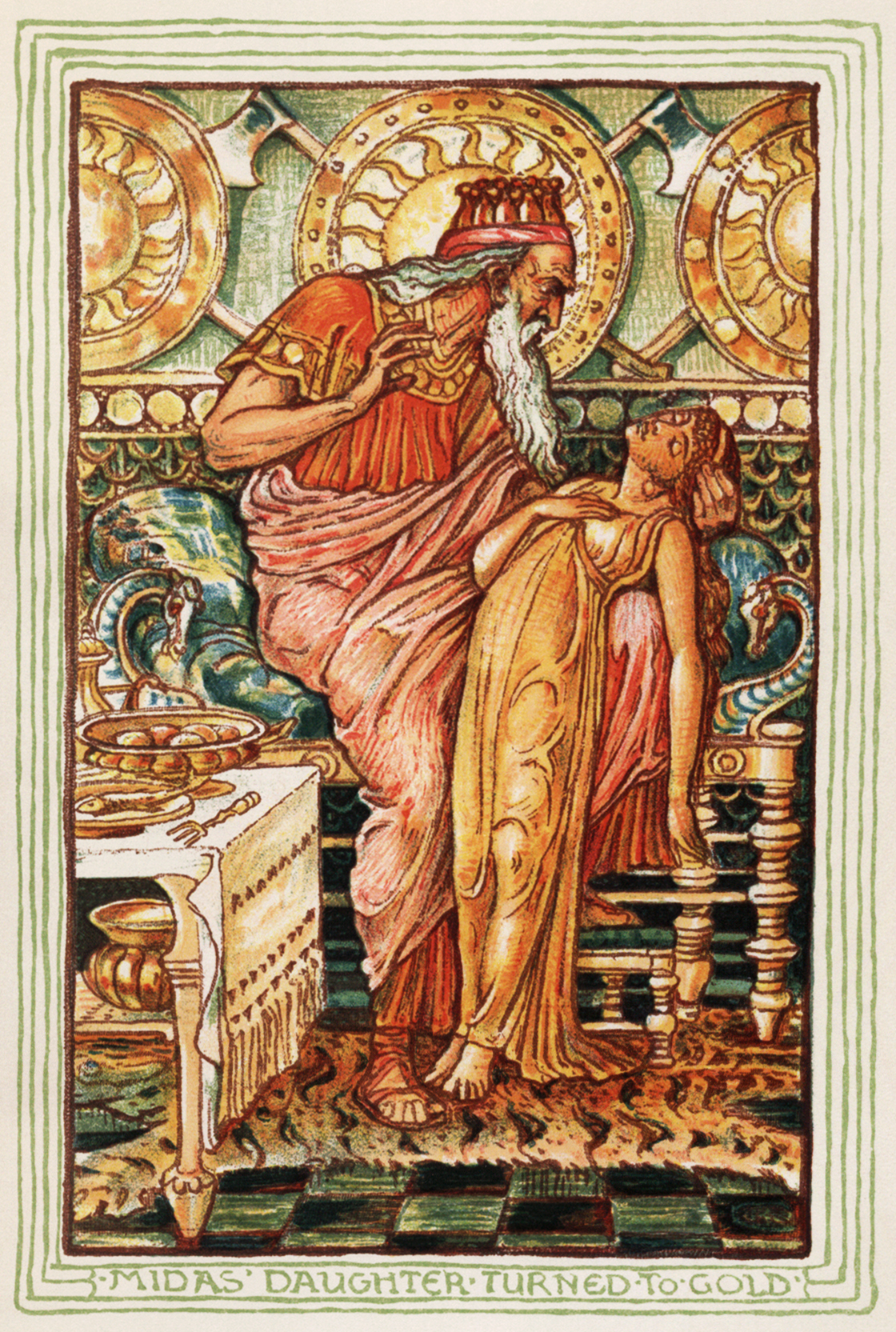
Illustrazione di Walter Crane del mito di re Mida (1893)

Secondo il Vangelo secondo Matteo, l'oro fu uno dei doni portati dai Magi a Gesù. Per i cristiani l'oro simboleggia la regalità di Gesù, mentre nel Buddhismo è uno dei sette tesori e viene equiparato alla fede o alla retta convinzione. La sua preziosità era riconosciuta anche nell'antica Grecia:
che non tarme nè vermi mangiano.

L'oro scorre dalla sua stessa forza.»
(Dalle odi di Pindaro)
La parte sudorientale del Mar Nero è famosa per le miniere d'oro, sfruttate fin dai tempi di Mida: questo oro fu fondamentale per l'inizio di quella che fra il 643 a.C. e il 630 a.C. fu probabilmente la prima emissione di monete metalliche in Lidia.
L'oro è stato a lungo considerato uno dei metalli più preziosi, e il suo valore è stato usato come base per le valute di molti stati (sistema noto come il Gold standard) in vari periodi storici. Le prime monete d'oro vennero coniate dal re Creso, sovrano della Lidia, nell'Asia Minore occidentale, dal 560 a.C. al 546 a.C.; in particolare l'oro della Lidia proveniva dalle miniere e dalla sabbia del fiume Pattolo (Pactolus). Da queste considerazioni è stato rilevato come le ragioni del valore dell'oro abbiano motivazioni prevalentemente religiose:
(Mircea Eliade, Arti del metallo e alchimia, Torino, Bollati Boringhieri, 1987, pag. 23)
Le ricerche degli alchimisti in ogni caso contribuirono non poco al progresso della chimica anche nei casi dove si tendeva alla contraffazione, come ad esempio i sacerdoti egizi i quali, «sottomessi da poco ai persiani e costretti a pagare tributi, avevano fabbricato un surrogato d'oro». Dato che verso la fine del III secolo la chimica si mescolava sempre più alla truffa, l'imperatore Diocleziano, nel 290, «pubblicò un editto secondo il quale ogni testo di chimica e di magia doveva essere dato alle fiamme».

Il simbolo alchemico per rappresentare l'oro.

La vicinanza dei numeri atomici ha fatto pensare a scienziati del Novecento di ricavare oro bombardando mercurio (in provetta) con neutroni, per ottenere la trasmutazione degli elementi chimici.

Lo scopo principale degli alchimisti era di produrre l'oro da altre sostanze, come il ferro o il piombo, per mezzo della pietra filosofale. Il simbolo alchemico dell'oro era un cerchio con un punto nel centro, che è anche il simbolo astrologico occidentale, oltre che il simbolo geroglifico egizio e il pittogramma cinese, del Sole (日). In particolare con il termine sole obrizzo gli alchemici indicavano l'oro puro ridotto in polvere. In epoca più recente si hanno diversi tentativi di trasmutazione, tra i quali l'argentaurum di Stephan H. Emmens nel 1897. L'affinità tra l'oro e il Sole fu sottolineata da Tommaso d'Aquino, il quale sosteneva in proposito che il simile può nascere solo dal simile:
(Tommaso d'Aquino, Trattato sulla pietra filosofale, cap. III, trad. it. di Paolo Cortesi, pag. 35, Newton, 1996)
L'esplorazione europea delle Americhe (a partire dal 1492) fu incentivata dai resoconti dei primi esploratori, che narravano della gran quantità di monili d'oro indossati dalle popolazioni native, soprattutto in America Centrale, Perù e Colombia.
Nel XIX secolo esplosero tante corse all'oro quanti furono i bacini auriferi scoperti, in particolare: California, Colorado, Otago centrale, Australia, Witwatersrand, Black Hills e Klondike.
Anche se dal punto di vista geologico l'oro nell'antichità era relativamente facile da ottenere, il 75% dell'oro prodotto è stato estratto dopo il 1910. Si stima che se tutto l'oro raffinato del mondo venisse fuso in un cubo, il cubo avrebbe uno spigolo di 20 metri. Grazie al suo valore e alla sua resistenza alla corrosione, gran parte dell'oro estratto nel corso della storia è tuttora in circolazione, in qualche forma.

## Caratteristiche

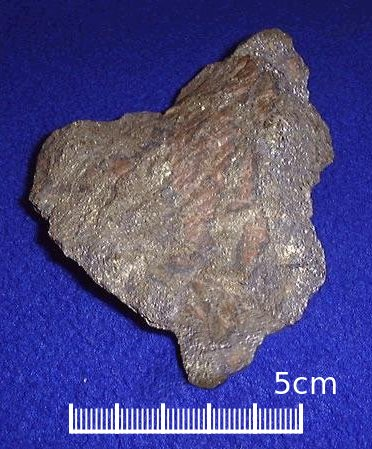
Un minerale d'oro

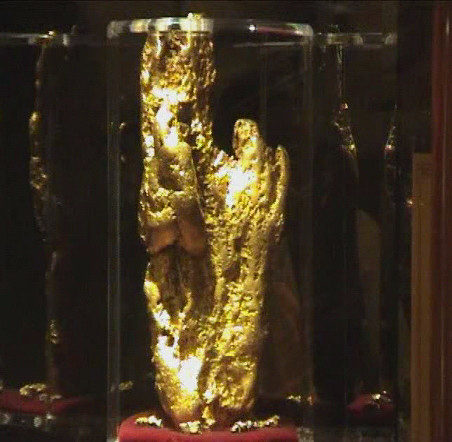
Hand of Faith, pepita d'oro del peso di oltre 27 kg

L'oro è un metallo di colore giallo. Può assumere una colorazione diversa a seconda delle sue leghe: rossa, violetta e nera quando è finemente suddiviso o in soluzione colloidale, mentre appare verde se ridotto a una lamina finissima. È il metallo noto più duttile e malleabile; un grammo d'oro può essere battuto in una lamina la cui area è un metro quadrato. È un metallo tenero e per conferirgli una maggiore resistenza meccanica viene lavorato in lega con altri metalli.
L'oro non viene intaccato né dall'aria né dalla maggior parte dei reagenti chimici. Da sempre la sua elevata inerzia chimica ne ha fatto un materiale ideale per il conio di monete e per la produzione di ornamenti e gioielli. Non si altera con l'ossigeno, l'umidità, il calore, gli acidi e gli alcali caustici, invece può essere ossidato con acqua regia o con soluzioni acquose contenenti lo ione cianuro in presenza di ossigeno o perossido di idrogeno. A contatto con il mercurio si scioglie e forma amalgami.
Si trova allo stato nativo, spesso accompagnato da una frazione di argento (compresa tra l'8% e il 10%), sotto forma di electron (oro e argento naturale). Al crescere del tenore di argento, il colore del metallo diviene più bianco e la sua densità diminuisce.
L'oro si lega con molti altri metalli: le leghe con il rame sono rossastre, con il ferro verdi, con l'alluminio violacee, con il platino bianche, con il bismuto e l'argento nerastre.
Gli stati di ossidazione più frequenti che l'oro assume nei suoi composti sono +1 (sali aurosi) e +3 (sali aurici). Gli ioni dell'oro vengono facilmente ridotti e precipitati come oro metallico per addizione di praticamente qualsiasi altro metallo. Il metallo aggiunto si ossida e si scioglie facendo precipitare l'oro metallico.
È un eccellente conduttore di elettricità, il migliore tra i metalli dopo l'argento e il rame ma, a differenza di questi ultimi, è poco suscettibile ai fenomeni di ossidazione, perciò viene utilizzato per contatti o conduttori di dimensioni microscopiche (in ragione della sua malleabilità).

## Abbondanza e disponibilità

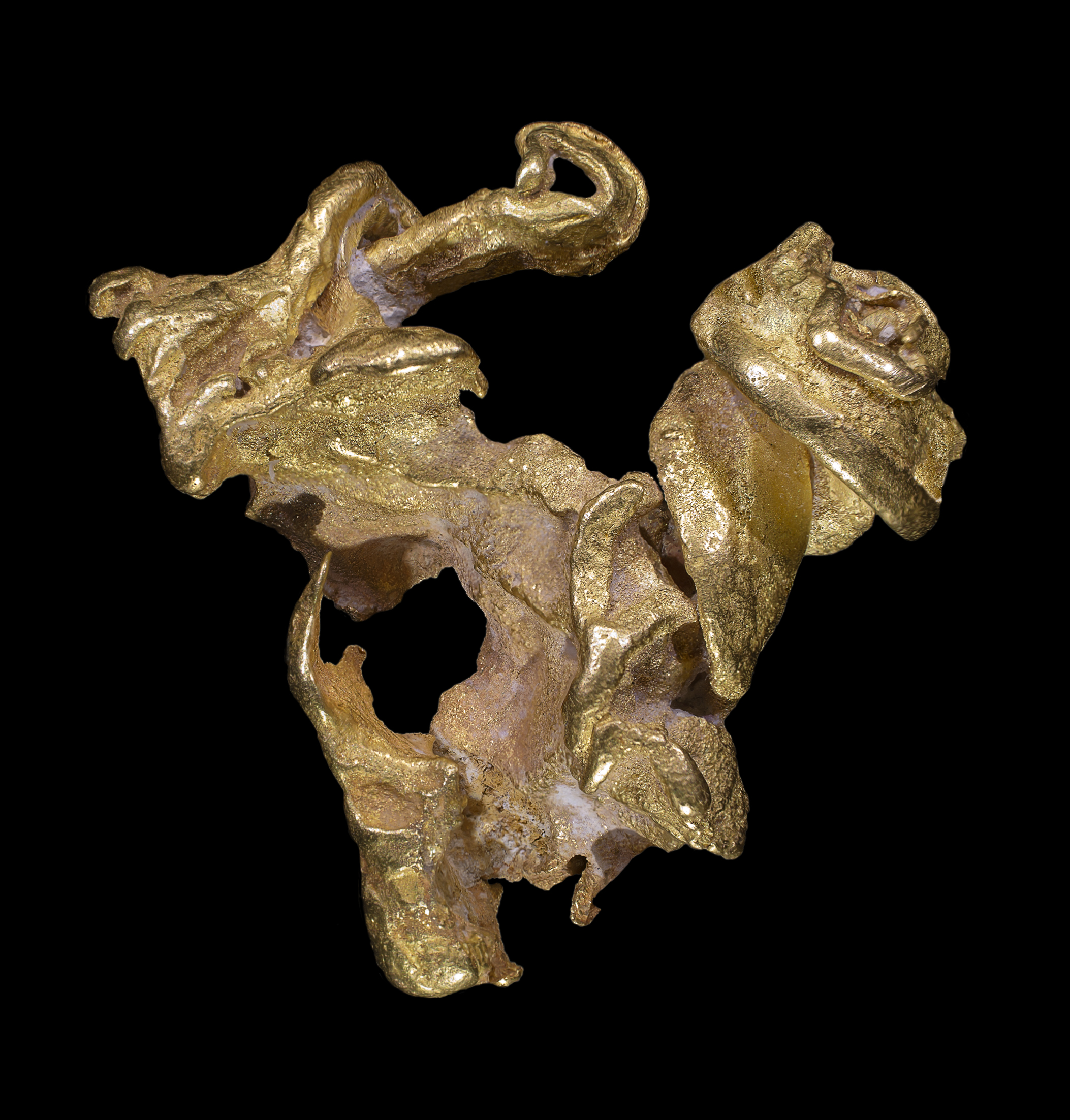
Pepita d'oro nativo

Per via della sua elevata inerzia chimica, l'oro si trova principalmente allo stato nativo o legato ad altri metalli. Spesso si presenta in forma di granelli e pagliuzze, tuttavia a volte si trovano anche agglomerati piuttosto grossi, detti pepite. I granelli appaiono inclusi in minerali o sulle superfici di separazione tra cristalli di minerali.
L'oro si trova associato al quarzo, spesso in filoni, e ai solfuri minerali. I solfuri cui si associa più spesso sono la pirite, la calcopirite, la galena, la sfalerite, l'arsenopirite, la stibnite e la pirrotite. Meno frequentemente è associato a petzite, calaverite, silvanite, muthmannite, nagyágite e krennerite.
L'oro è distribuito ampiamente in tutta la crosta terrestre, con una concentrazione media di 0,03 ppm (0,03 grammi per tonnellata). Giacimenti di minerali d'oro si trovano nelle rocce metamorfiche e nelle rocce ignee, da cui si formano per dilavamento i giacimenti di oro alluvionale. In quest'ultimo caso è possibile l'estrazione con procedimenti che non impiegano agenti chimici, come il cianuro o il mercurio, e che consentono l'uso della definizione di oro etico.
Le principali fonti dell'oro sono le rocce ignee e i depositi alluvionali. Un giacimento generalmente necessita di qualche processo di arricchimento per poter diventare sfruttabile: un processo chimico o fisico (come l'erosione o lo scioglimento) o un più generale metamorfismo, con cui si concentra l'oro disperso nei solfuri o nel quarzo.
I più comuni giacimenti primari sono detti "filoni" o "vene". I giacimenti primari vengono erosi e dilavati dalle intemperie; l'oro viene trascinato a valle formando depositi alluvionali. Un altro tipo di giacimento è associato a scisti e rocce calcaree sedimentarie, che contengono tracce d'oro e di altri metalli del gruppo del platino, finemente disperse.
In acqua marina l'oro è presente in concentrazione prossima a 1,3 mg per tonnellata.
La quantità totale d'oro presente negli oceani è dunque di circa 20 milioni di tonnellate, ma la bassissima concentrazione ne rende al momento antieconomica l'estrazione.
Si calcola che nel 2001 ci fosse in circolazione una quantità totale di oro pari a 140000 t, rappresentabile come un cubo di circa 20 m di lato.

## Estrazione

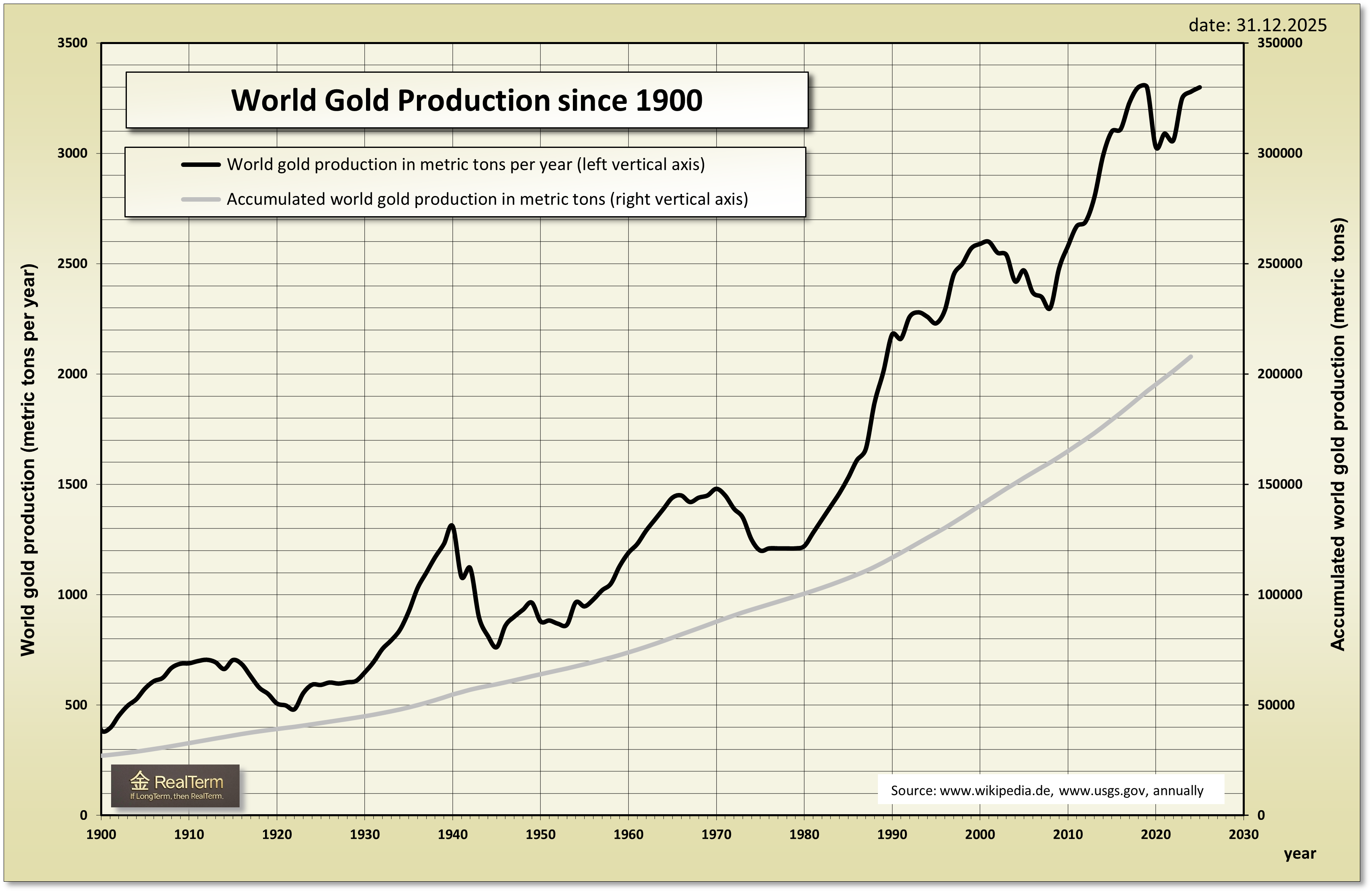
Estrazione mondiale di oro, dal 1900.

L'estrazione dell'oro dai suoi minerali diventa economicamente conveniente quando la concentrazione del metallo è superiore a 0,5 ppm (0,5 grammi per tonnellata); nelle grandi miniere a cielo aperto la concentrazione tipica è compresa tra 1 e 5 ppm; per i minerali scavati in miniere sotterranee, la concentrazione media è circa 3 ppm. Per essere visibile a occhio nudo in un suo minerale l'oro deve avere una concentrazione di circa 30 ppm; questo spiega perché perfino nelle miniere d'oro è poco frequente vederlo. L'oro è estratto dai depositi alluvionali per dilavamento e dai minerali rocciosi per metallurgia estrattiva. Spesso la raffinazione del metallo si accompagna alla clorurazione o all'elettrolisi.
Sin dal 1880 il Sudafrica è stato la fonte di circa due terzi dell'oro estratto nel mondo. La città di Johannesburg è stata costruita alla sommità di uno dei più grandi giacimenti del mondo. I giacimenti negli stati sudafricani dell'Orange e del Transvaal sono invece tra le miniere più profonde del mondo. La guerra Boera del 1899-1901 tra i boeri e i britannici fu in parte dovuta ai diritti di sfruttamento e ai contenziosi aperti sulle proprietà delle miniere sudafricane. Tuttavia, a partire dal 2007, la posizione di predominio del Sudafrica è stata superata dalla Cina, la cui produzione nel 2008 è giunta fino a 260 tonnellate di oro, con un incremento del 59% a partire dal 2001. Tra gli altri maggiori produttori figurano gli Stati Uniti (principalmente in Alaska, nel Dakota del Sud e in Nevada), l'Australia (principalmente nello stato dell'Australia Occidentale), il Perù e la Russia.

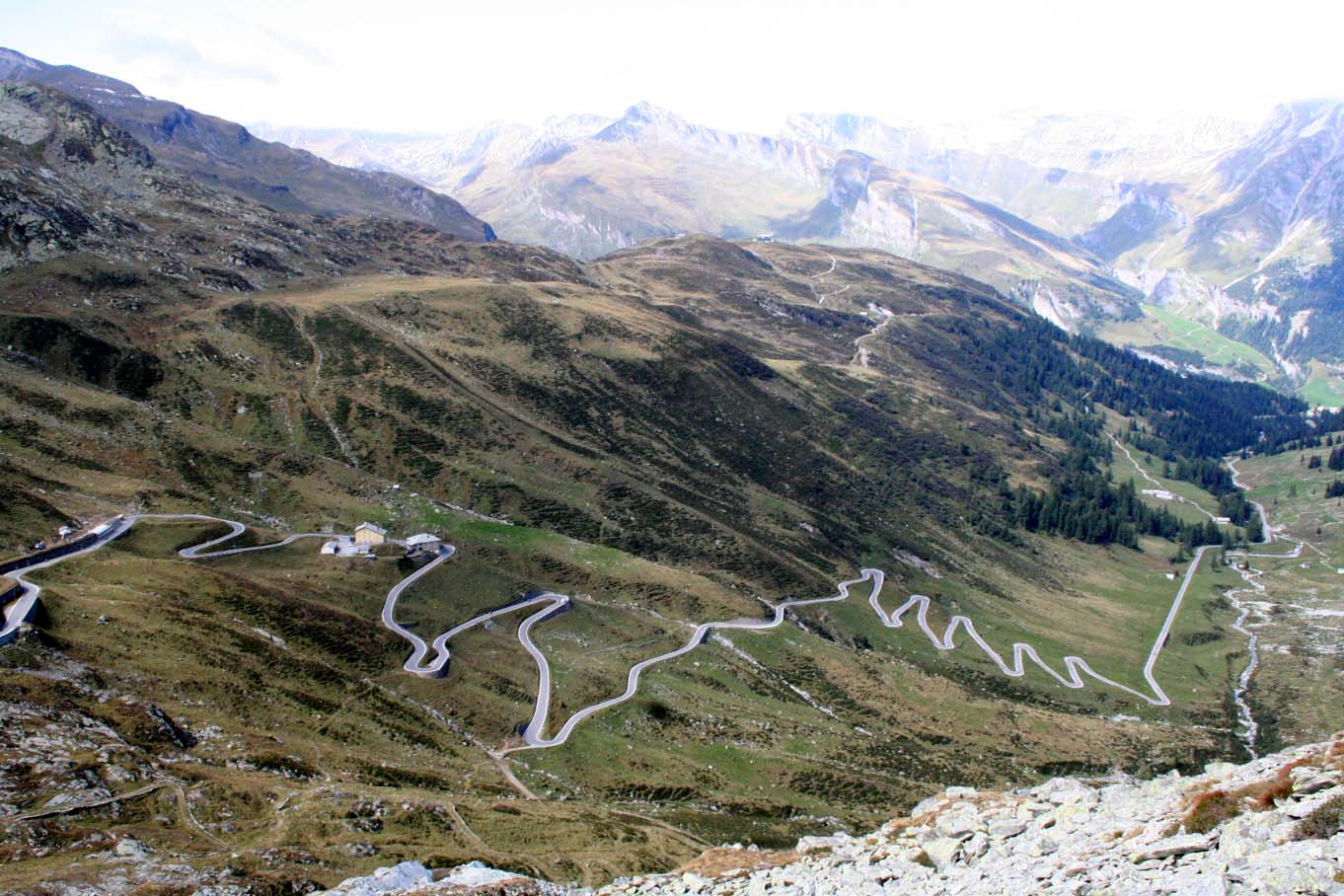
Il versante settentrionale (svizzero) del passo dello Spluga

L'oro in Italia si trova in quantità ponderabili in alcuni fiumi, come il Po e il Ticino. Nelle viscere del Monte Rosa si trova un giacimento superiore a quelli attualmente più produttivi presenti in Sudafrica. Tuttavia, a causa di problemi ambientali, di sicurezza e di costi, tale oro non è attualmente sfruttato. Tale giacimento fu invece attivamente coltivato fin da epoche antiche (con estrazione di oro da pirite e arsenopirite aurifera) scavando progressivamente oltre 60 km di miniere in galleria (secondo alcune fonti circa 100 km) in Piemonte a Macugnaga, in Valle Anzasca.
Tra queste la miniera d'oro della Guia nella frazione Borca, oggi accessibile a visite guidate. L'ultima miniera attiva di Macugnaga, nella frazione Pestarena (in attività probabilmente dall'epoca romana), fu chiusa nel 1961 anche a seguito di un incidente in cui persero la vita 4 lavoratori. Anche in Valsesia fu estratto l'oro del Monte Rosa. Altri piccoli giacimenti sono stati quelli in Valle d'Aosta (Arbaz, Challand-Saint-Anselme, Chamousira, Brusson, con oro nativo o associato con solfuri - pirite e galena) e l'ultimo giacimento di oro oggetto di coltivazione in Italia fu quello di Furtei nella provincia del Sud Sardegna, chiuso nel 2008. Prospezioni di tipo geofisico hanno dimostrato che l'oro è abbastanza frequente, in bassissime concentrazioni, in varie zone della Toscana, della Sardegna e di altre regioni.

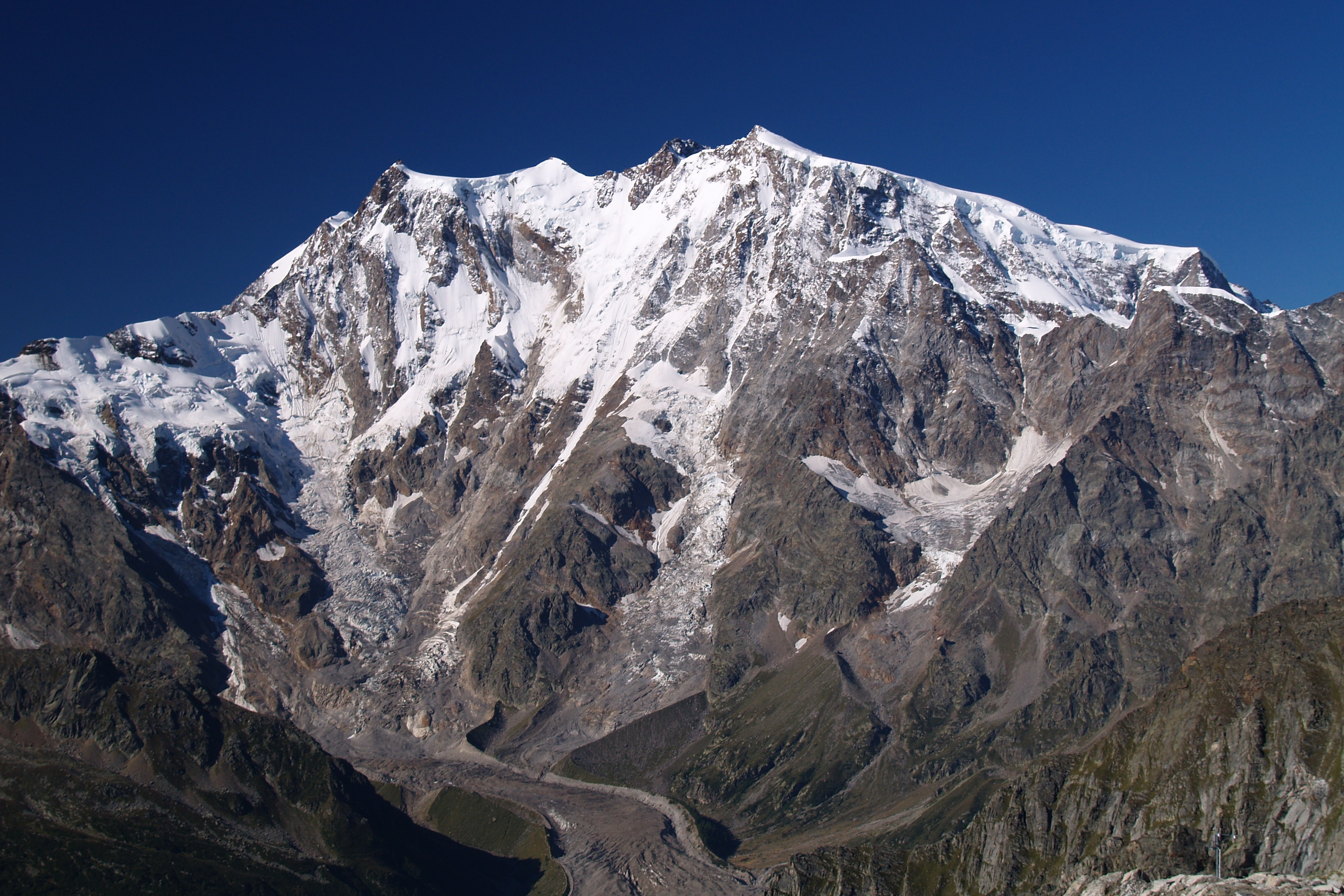
L'imponente parete est del Monte Rosa dal Passo del Monte Moro

Durante l'epoca romana, lungo l'arco alpino compreso tra il versante ligure e il fiume Ticino, si estraeva l'oro in miniere ricavate nei massicci montuosi, che erano spesso costituite da grotte e caverne naturali. Il fiume Ticino, che si trova poco più a ovest del passo dello Spluga, rappresenta lo "spartiacque" tra le Alpi occidentali e quelle centrali, con le prime che sono molto più ricche di giacimento d'oro: nelle Alpi occidentali era infatti conveniente estrarre questo metallo, mentre nel resto della catena alpina, vista la minore quantità presente di tale minerale, non era economicamente conveniente impiantare miniere.
Il passo dello Spluga, in epoca romana, era conosciuto, per tale motivo, con il nome di Cunus Aureus ("punto d'oro"). Trovandosi in Valchiavenna, che è la valle più occidentale della provincia di Sondrio, rappresentava quindi il "confine" settentrionale dei giacimenti auriferi, visto che l'ultima valle, procedendo verso est, dove è presente ancora una tale quantità d'oro da giustificare l'impianto di miniere, come già accennato, è la valle fluviale scavata dal Ticino.

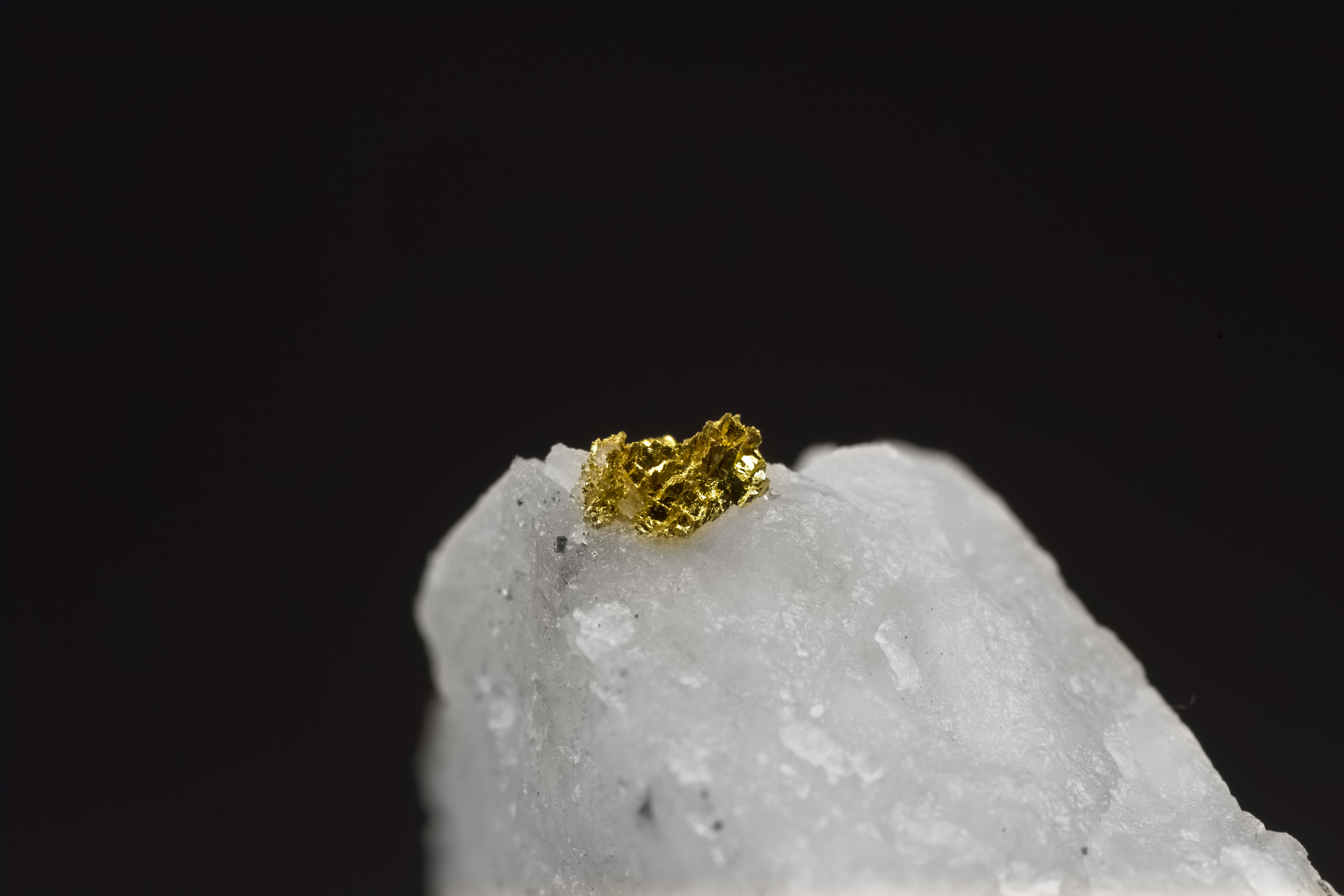
Oro nativo della Val D'Aosta (dimensioni 3 x 1.5 mm).

In particolare la zona più ricca di questo metallo lungo l'arco alpino, è, come già accennato, il Monte Rosa, che si trova al confine tra Valle d'Aosta e Piemonte, quindi nella parte più occidentale delle Alpi, mentre, procedendo verso oriente, la prima zona che si incontra dove la quantità di oro presente nei massicci montuosi inizia a essere sensibilmente minore, è la Valtellina.
L'Italia è dal 1998 il maggiore trasformatore di oro al mondo, con una media di 450-500 tonnellate lavorate ogni anno.
| I maggiori produttori di oro nel 2019 | I maggiori produttori di oro nel 2019 | I maggiori produttori di oro nel 2019 |
| Posizione                             | Paese                                 | Produzione (tonnellate)               |
| ------------------------------------- | ------------------------------------- | ------------------------------------- |
| 1                                     | Cina                                  | 380                                   |
| 2                                     | Australia                             | 325                                   |
| 3                                     | Russia                                | 305                                   |
| 4                                     | Stati Uniti                           | 200                                   |
| 5                                     | Canada                                | 175                                   |
| 6                                     | Ghana                                 | 142                                   |
| 7                                     | Indonesia                             | 139                                   |
| 8                                     | Perù                                  | 128                                   |
| 9                                     | Messico                               | 111                                   |
| 10                                    | Kazakistan                            | 107                                   |
| 11                                    | Sudafrica                             | 105                                   |
| 12                                    | Brasile                               | 90                                    |

## Leghe di oro

Diagramma di fase ternario rappresentativo delle colorazioni assunte dalle leghe Ag-Au-Cu. Le scale numeriche scritte ai lati del triangolo si riferiscono alla frazione massica di oro, argento e rame.

Essendo l'oro puro non molto resistente alle sollecitazioni meccaniche, per la realizzazione di gioielli viene solitamente legato a uno o più metalli per aumentarne la rigidità. A seconda del tipo di lega, l'oro può assumere svariate colorazioni. Fra i tipi di oro più utilizzati in gioielleria vi è il 18 carati (18K), che è composto al 75% di oro puro.
- L'oro giallo chiaro è composto al 75% d'oro, al 16% d'argento e al 9% di rame.
- L'oro giallo è composto al 75% d'oro, al 12,5% d'argento e al 12,5% di rame.
- L'oro rosa è composto al 75% d'oro, al 9% d'argento e al 16% di rame.
- L'oro rosso è composto al 75% d'oro, al 4,5% d'argento e al 20,5% di rame.
- L'oro blu è composto al 75% d'oro e al 25% di ferro. Un trattamento termico ossida gli atomi di ferro sulla superficie dell'oro e gli dona la colorazione azzurra.
- L'oro bianco è composto al 75% d'oro e al 25% di palladio, nichel, argento, rame o zinco.
Con la rodiatura, l'oro bianco è ricoperto da un fine strato di rodio, che sparisce per usura, con il tempo, ridando un colore giallo all'oro. È una lega inventata dopo la prima guerra mondiale.

Per la doratura tramite fogli sottili di oro, la lega deve essere il più possibile duttile e malleabile.
- L'oro giallo da doratura è composto al 98% d'oro, all'1% d'argento e all'1% di rame. Può anche essere puro.
- L'oro rosso da doratura è composto al 94,5% d'oro e al 5,5% di rame.
- L'oro ½ giallo da doratura è composto al 91,5% d'oro, al 6% d'argento e al 2,5% di rame.
- L'oro limone da doratura è composto al 94,5% d'oro e al 5,5% d'argento.
- L'oro grigio da doratura è composto al 75,5% d'oro, al 14,5% di palladio e al 10% d'argento
- L'oro bianco francese da doratura ha composizione 20% oro e 80% argento, altrove in Europa 50% oro e 50% argento.

Tuttavia molti gioiellieri e battitori d'oro utilizzano anche od esclusivamente delle leghe che si discostano, più o meno marcatamente, dai valori standard.
La tabella seguente presenta dei valori tipici di concentrazione in peso:
| Lega                          | Au   | Ag   | Cu   | Al   | Fe   | In   | Co   | Ni   | Zn   | Pd   |
| ----------------------------- | ---- | ---- | ---- | ---- | ---- | ---- | ---- | ---- | ---- | ---- |
| 1N-14 (14K)                   | 58,5 | 26,5 | 15,0 | 0    | 0    | 0    | 0    | 0    | 0    | 0    |
| Oro giallo chiaro 2N-18 (18K) | 75,0 | 16,0 | 9,0  | 0    | 0    | 0    | 0    | 0    | 0    | 0    |
| Oro giallo 3N (18K)           | 75,0 | 12,5 | 12,5 | 0    | 0    | 0    | 0    | 0    | 0    | 0    |
| Oro rosa 4N (18K)             | 75,0 | 9,0  | 16,0 | 0    | 0    | 0    | 0    | 0    | 0    | 0    |
| 0N (14K)                      | 58,5 | 34,0 | 7,5  | 0    | 0    | 0    | 0    | 0    | 0    | 0    |
| Oro rosso 5N (18K)            | 75,0 | 4,5  | 20,5 | 0    | 0    | 0    | 0    | 0    | 0    | 0    |
| Oro rosso                     | 50,0 | 0    | 50,0 | 0    | 0    | 0    | 0    | 0    | 0    | 0    |
| Oro blu                       | 75,0 | 0    | 0    | 0    | 25,0 | 0    | 0    | 0    | 0    | 0    |
| Oro blu                       | 46,0 | 0    | 0    | 0    | 0    | 54,0 | 0    | 0    | 0    | 0    |
| Oro porpora                   | 80,0 | 0    | 0    | 20,0 | 0    | 0    | 0    | 0    | 0    | 0    |
| Oro nero                      | 75,0 | 0    | 0    | 0    | 0    | 0    | 25,0 | 0    | 0    | 0    |
| Oro bianco al nichel 18K      | 75,0 | 0    | 2,2  | 0    | 0    | 0    | 0    | 17,3 | 5,5  | 0    |
| Oro bianco al nichel 18K      | 75,0 | 0    | 8,5  | 0    | 0    | 0    | 0    | 13,5 | 3,0  | 0    |
| Oro bianco al nichel 18K      | 75,0 | 0    | 13,0 | 0    | 0    | 0    | 0    | 8,5  | 3,5  | 0    |
| Oro bianco al nichel 14K      | 58,5 | 0    | 22,0 | 0    | 0    | 0    | 0    | 12,0 | 7,4  | 0    |
| Oro bianco al nichel 10K      | 41,7 | 0    | 32,8 | 0    | 0    | 0    | 0    | 17,1 | 8,4  | 0    |
| Oro bianco al nichel 9K       | 37,5 | 0    | 40,0 | 0    | 0    | 0    | 0    | 10,5 | 12,0 | 0    |
| Oro bianco al palladio 18K    | 75,0 | 5,0  | 0    | 0    | 0    | 0    | 0    | 0    | 0    | 20,0 |
| Oro bianco al palladio 18K    | 75,0 | 10,0 | 0    | 0    | 0    | 0    | 0    | 0    | 0    | 15,0 |
| Oro bianco al palladio 18K    | 75,0 | 15,0 | 0    | 0    | 0    | 0    | 0    | 0    | 0    | 10,0 |
| Oro bianco al palladio 18K    | 75,0 | 10,5 | 3,5  | 0    | 0    | 0    | 0    | 0,9  | 0,1  | 10,0 |
| Oro bianco al palladio 18K    | 75,0 | 9,9  | 5,1  | 0    | 0    | 0    | 0    | 1,1  | 3,5  | 6,4  |
| Oro bianco al palladio 18K    | 75,0 | 6,0  | 3,0  | 0    | 0    | 0    | 0    | 7,0  | 0    | 15,0 |
| Oro bianco al palladio 14K    | 58,5 | 6,0  | 14,5 | 0    | 0    | 0    | 0    | 0    | 1,0  | 20,0 |
| Oro bianco al palladio 14K    | 58,5 | 32,5 | 3,0  | 0    | 0    | 0    | 0    | 0    | 1,0  | 5,0  |
| Oro bianco al palladio 10K    | 41,7 | 8,4  | 20,5 | 0    | 0    | 0    | 0    | 0    | 1,4  | 28,0 |
| Oro bianco al palladio 9K     | 37,5 | 52,0 | 4,9  | 0    | 0    | 0    | 0    | 1,4  | 4,2  | 0    |

I lingotti d'oro talvolta sono oggetto di falsificazione aggiungendo rame alla lega e quindi abbassandone il titolo oppure producendo lingotti totalmente falsi composti da tungsteno ricoperto di un sottile strato d'oro. Il tungsteno è un materiale con rapporto peso/volume simile e non distinguibile dall'oro e dal costo nettamente inferiore (circa 40-50 $/kg).

## Composti e isotopi

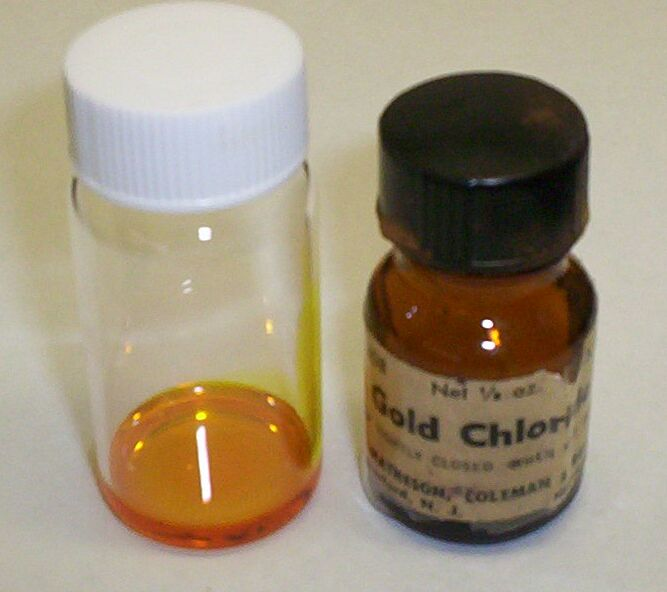
Soluzione acquosa concentrata di cloruro aurico

Benché sia considerato un metallo nobile, perché resistente a molti agenti corrosivi e relativamente inerte dal punto di vista chimico, l'oro può formare diversi composti. Il cloruro aurico (AuCl3) e l'acido cloroaurico (HAuCl4) sono i più comuni tra essi.
Il numero di ossidazione dell'oro nei suoi composti può essere +1 (composti di oro (I)) o +3 (composti di oro (III)). In condizioni drastiche e con reattivi energici, l'oro può anche assumere numero di ossidazione +5 (il pentafluoruro di oro (V) Au2F10) e l'insolito (per un metallo) −1. Questi ultimi composti, che contengono l'anione Au− sono detti aururi; sono noti l'aururo di cesio (CsAu), di rubidio (RbAu) e di tetrametilammonio (CH3)4N+Au−.
Altri composti dell'oro noti sono:
- gli alogenuri d'oro (fluoruri, cloruri, bromuri e ioduri)
- i calcogenuri d'oro (ossidi, solfuri, selenuri, tellururi)
- l'idrazide aurosa, una polvere esplosiva color verde scuro, nota nell'antichità come aurum fulminans.[senza fonte]

Gli atomi di oro possono aggregarsi in cluster.
Sono conosciuti trenta isotopi dell'oro (da 175Au a 204Au), dei quali solo 197Au è stabile. Gli altri sono tutti radioattivi e il più stabile di essi è 195Au, la cui emivita è di 186 giorni.

## Applicazioni

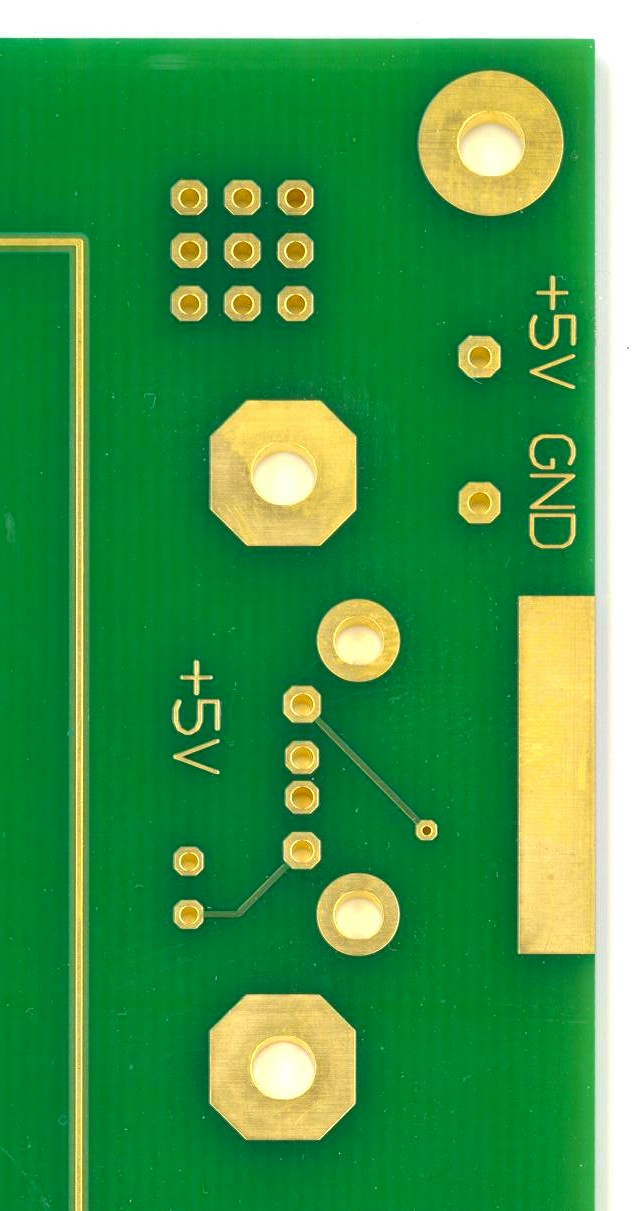
Circuito stampato con contatti in oro

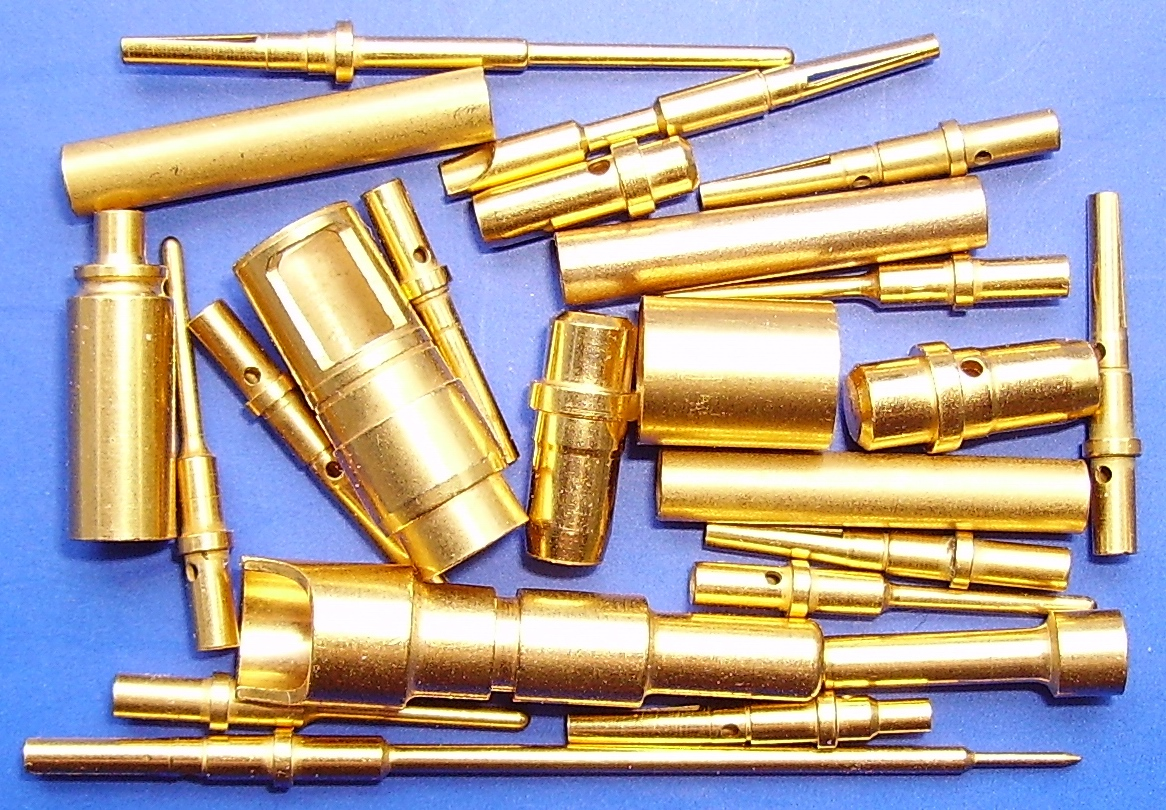
Connettori elettrici placcati in oro

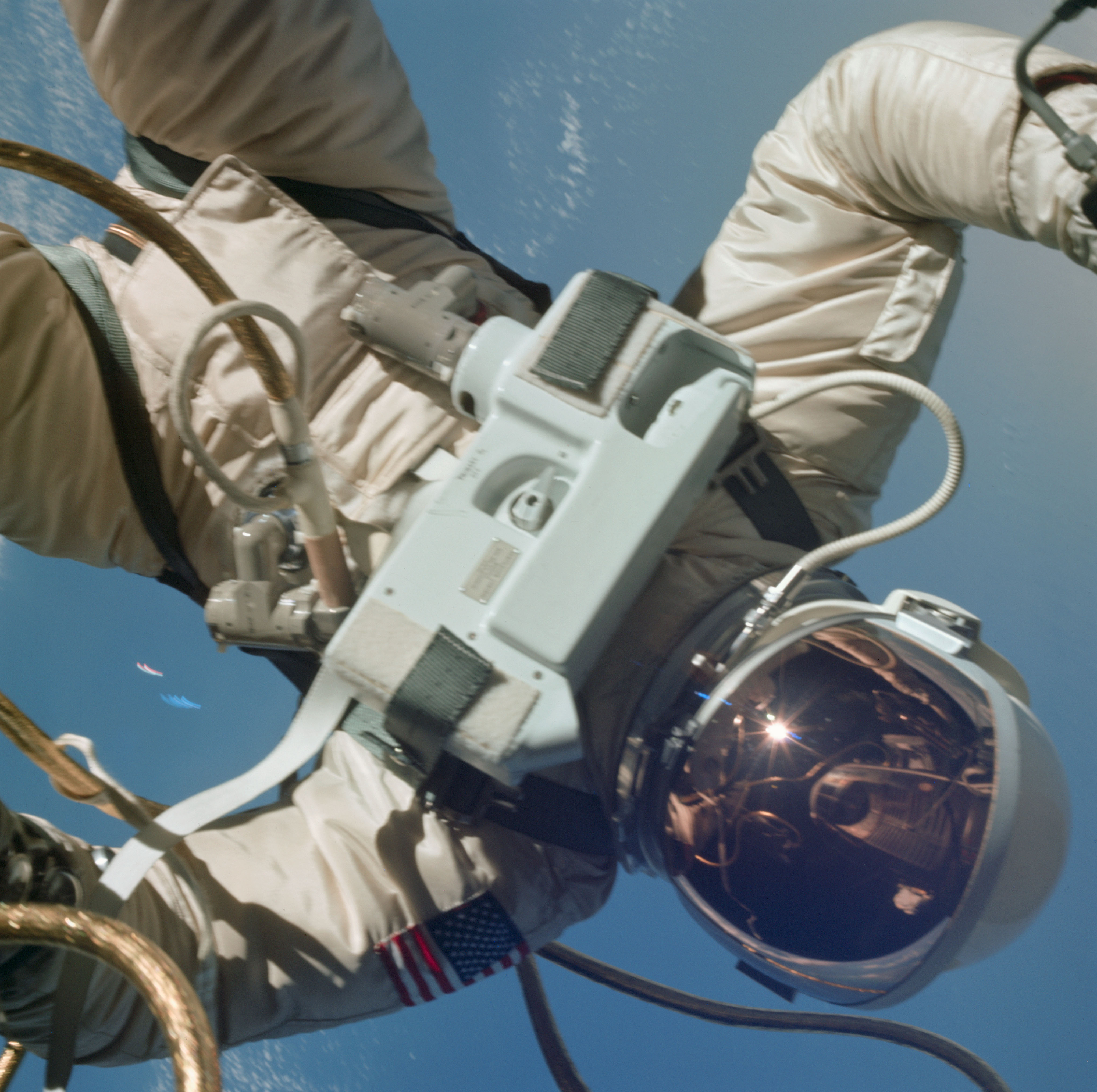
Visore di un elmetto spaziale ricoperto in oro, per proteggere dalle radiazioni solari.

L'oro puro è troppo tenero, quindi non può essere lavorato normalmente: viene quindi indurito legandolo ad altri metalli, in genere rame e argento. L'oro e le sue leghe sono usati in gioielleria, nel coniare monete e sono uno standard di cambio valutario per molte nazioni. Grazie alla sua resistenza alla corrosione e alle sue notevoli proprietà elettriche, ha trovato sempre più spazio in applicazioni industriali. Sono in corso studi sull'utilizzo dell'oro come catalizzatore, infatti, l'oro in forma di nano-particelle disperse su adeguati supporti mostra grande attività catalitica.
I catalizzatori supportati a base di oro ricoprono un ruolo fondamentale in diverse reazioni, tra cui:
- ossidazione di monossido di carbonio (CO);[31]
- ossidazione completa di idrocarburi;
- ossidazioni selettive;
- reazioni di water-gas shift.

L'attività di questi catalizzatori dipende notevolmente dal metodo di preparazione e dal tipo di supporto utilizzato.
Tra gli altri usi:
- nella componentistica elettronica:
  - svolge funzioni critiche in molti computer, apparecchi per telecomunicazioni, motori jet e numerose applicazioni industriali;
  - trova ampio uso come materiale di rivestimento delle superfici di contatti elettrici, per garantirne la resistenza alla corrosione nel tempo;
- in ambito astronautico:
  - una lamina d'oro è contenuta nei visori delle tute spaziali per la protezione dalla luce solare assicurando la schermatura necessaria non solo alla luce visibile e ultravioletta ma anche all'infrarosso.
  - Il rivestimento protettivo di molti satelliti artificiali è invece erroneamente ritenuto essere una lamina d'oro. Tale colore è dovuto in realtà al Kapton che costituisce lo strato superiore delle coperte termiche multi-strato;
- a scopo medico e diagnostico:
  - l'oro colloidale viene utilizzato in un particolare tipo di elettroforesi, una metodica di diagnostica medica.
  - realizzazione di otturazioni e ponti in odontoiatria;
  - in sospensione colloidale, trova impiego nella pittura delle ceramiche ed è oggetto di studio per applicazioni biologiche e mediche;
  - l'aurotiomaleato di disodio è un farmaco per la cura dell'artrite reumatoide;
  - l'isotopo radioattivo 198Au (emivita di 2,7 giorni) è usato in alcune terapie anti-tumorali;
- nelle indagini a microscopio:
  - l'oro è usato per rivestire campioni biologici da osservare sotto un microscopio elettronico a scansione;
- in ambito fotografico:
  - l'acido cloroaurico trova uso in fotografia per fare virare l'immagine prodotta dai sali d'argento;
- a scopo ornamentale:
  - l'oro può essere tirato in fili e inserito in tessuti e ornamenti;
  - l'oro bianco – una lega con platino, palladio, nichel o zinco – funge da sostituivo del platino in alcune applicazioni e in gioielleria, inoltre tale lega ha un basso coefficiente di dilatazione termica;
  - l'oro verde (in lega con l'argento) e l'oro rosso (in lega con il rame) sono usati in gioielleria;
- nelle premiazioni:
  - una medaglia d'oro è assegnata al vincitore di moltissime competizioni, tra cui le Olimpiadi e il Premio Nobel;
- nella cucina:
  - l'oro metallico può essere usato anche a scopo decorativo (solitamente in sottilissime lamine) in alcune ricette d'alta cucina, perché, non avendo praticamente alcuna reattività, lascia inalterate le proprietà organolettiche dei cibi e delle bevande che lo contengono.

## Precauzioni

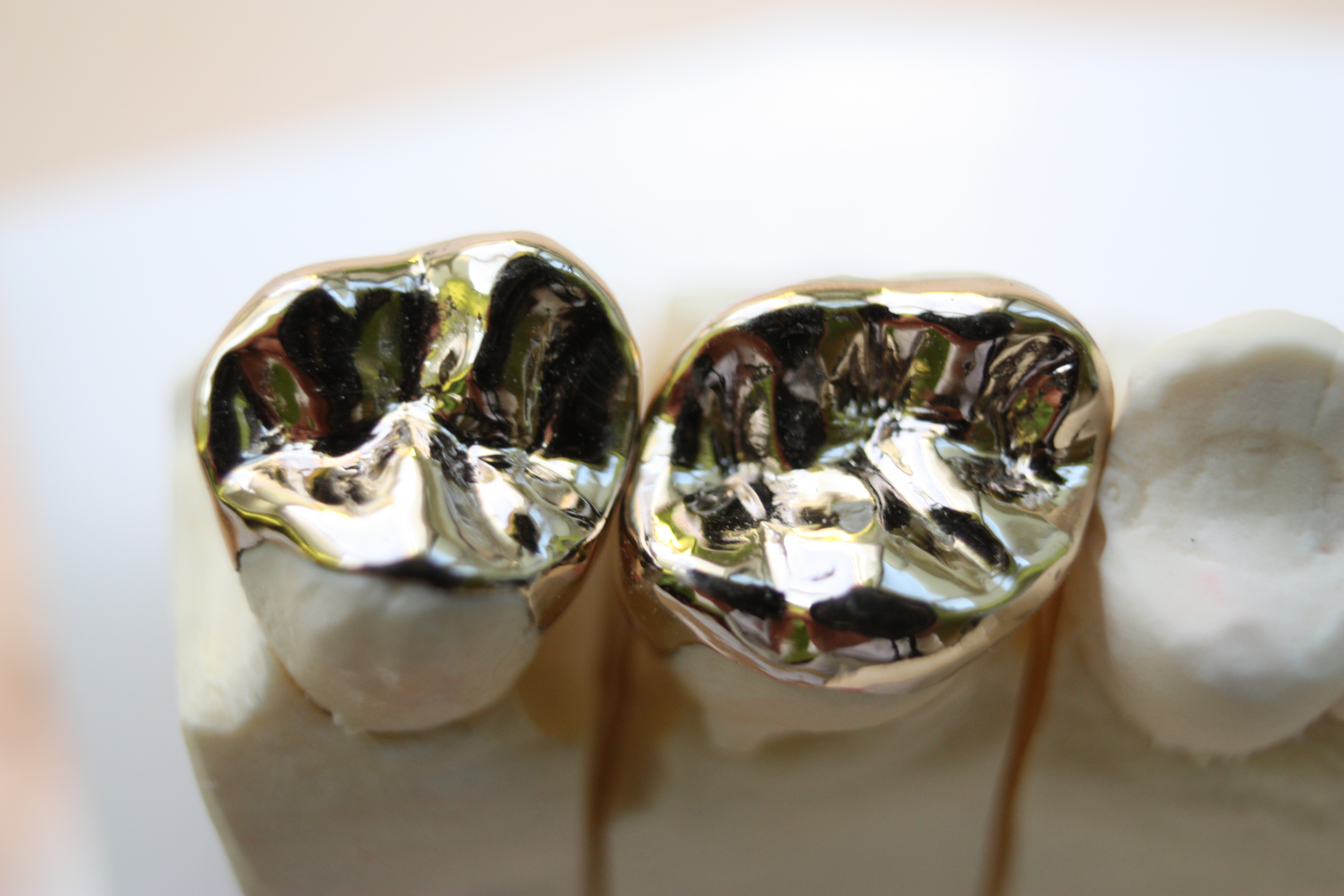
Protesi dentarie in oro

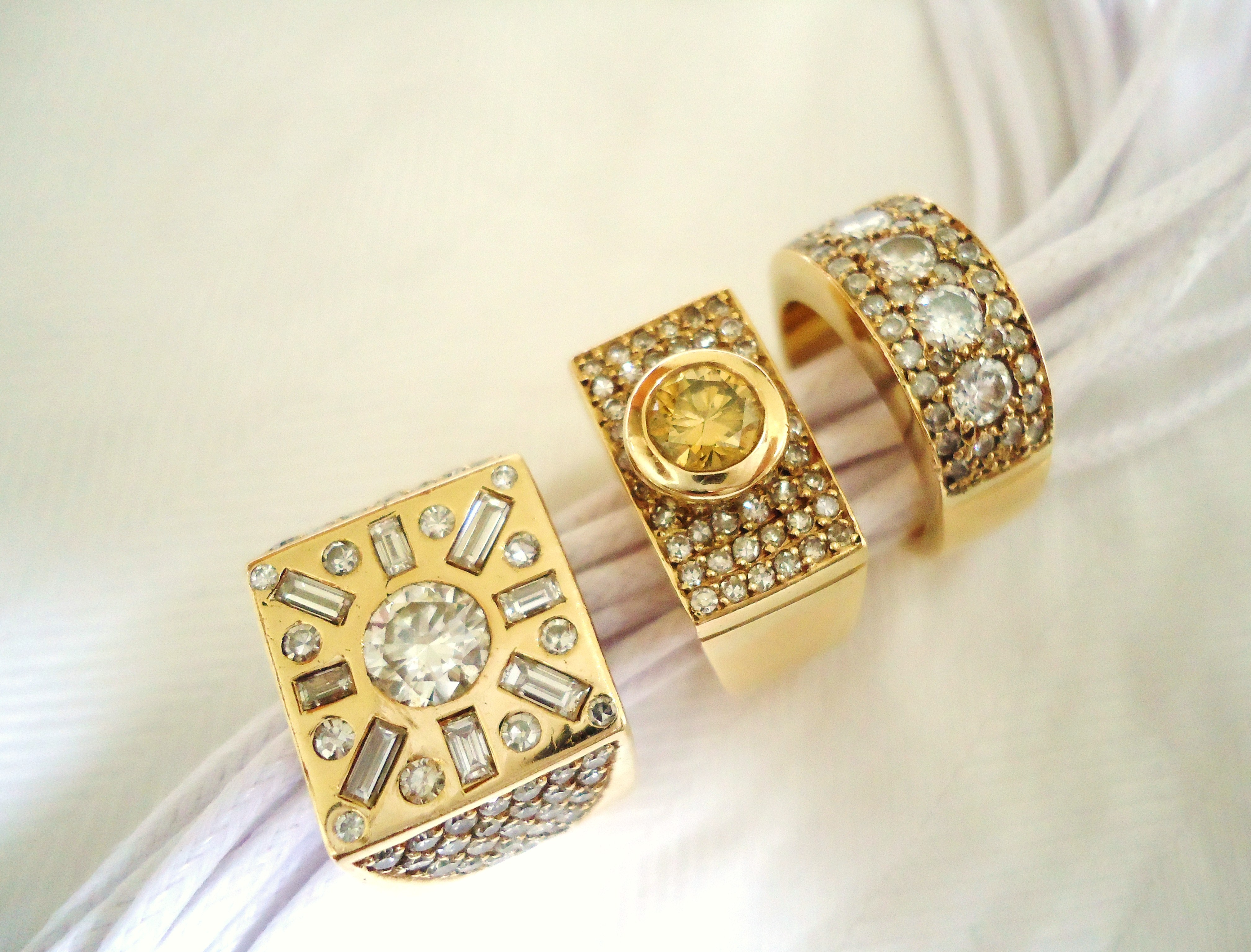
Anelli in oro e diamanti

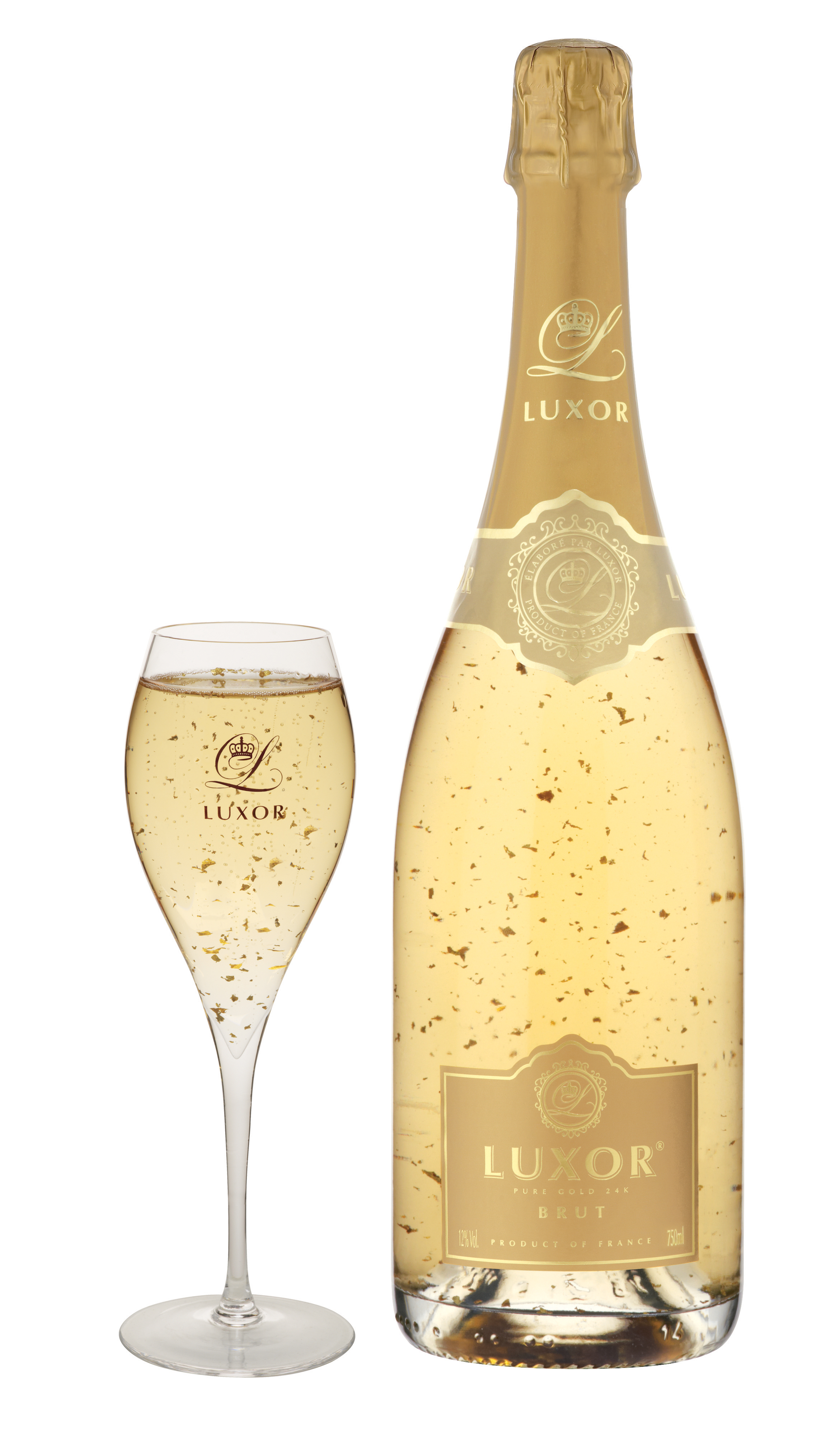
Vino frizzante contenente foglie d'oro

L'oro è ampiamente usato in odontoiatria e in odontotecnica per la realizzazione di: ponti, corone, cappe radicolari, scheletrati per protesi amovo-rimovibili, per ricostruzioni parziali della parte occlusale del dente (intarsi OMD; Inlay e Onlay).
Era considerato uno dei materiali per otturazione più sicuri. L'intarsio in oro veniva confezionato in laboratorio e successivamente posizionato, dall'odontoiatra, nella cavità del dente, specificatamente, per otturazioni molto estese grazie alla sua malleabilità, duttilità ed elasticità; garantiva una lunga durata rispetto all'amalgama, utilizzato solo per otturazioni poco estese. Negli ultimi decenni l'oro e l'amalgama sono stati sostituiti da compositi fotopolimerizzanti sia per un fattore estetico, sia per resistenza all'abrasione (paragonabile a quella del dente naturale). L'oro nel cavo orale può assumere delle colorazioni grigio-scuro per la presenza di altre leghe metalliche, stellite, leghe nichel-cromo, leghe al palladio, amalgama. Tale fenomeno viene definito "bimetallismo"; generato per elettrolisi. Nel merito non si riscontrano intollerabilità, riconducibile all'oro, da parte del paziente: è la combinazione di più leghe a determinare quanto detto.
L'utilizzo di oro come agente terapeutico ("crisoterapia") per la cura dell'artrite reumatoide può causare dei segni e sintomi specifici, chiamati crisiasi. Tra gli effetti di rilievo derivati dall'assunzione di composti farmaceutici a base d'oro sono da annoverare i segni dermatologici, in particolare un colorito grigio-bluastro della cute, più accentuato nelle zone esposte al sole e nell'area periorbitaria; a volte l'oro può accumularsi selettivamente nelle unghie, dando un colore giallo alle stesse.
Le aree cutanee delle persone che hanno assunto oro, esposte a Q-switched laser manifestano un colorito grigio-bluastro.
L'oro, come altri metalli (es. rame nella Malattia di Wilson), può andare in accumulo in strutture oculari, visibile con una lampada a fessura.
Interessante notare che, dopo somministrazione per via iniettiva di oro radioattivo, questo tende ad accumularsi nella zona pettorale.

## Valore commerciale
Come gli altri metalli preziosi l'oro viene quotato al grammo o all'oncia troy. Quando è in lega con altri metalli, si misura la sua purezza. L'unità è chiamata carato (K): 24 carati è l'oro puro. Un altro modo di indicarne la purezza è una grandezza di valore compreso tra zero e uno, con tre cifre decimali, o una frazione in millesimi (18 carati ≡ 18⁄24 ≡ 0,750 ≡ 750⁄1000 ≡ 75%). L'oro utilizzato in gioielleria ha una purezza non superiore a 18K, in quanto una proporzione maggiore ne renderebbe impossibile la lavorazione. Per questo motivo il valore dell'oggetto deve essere stimato tenendo conto del metallo con cui l'oro è legato. Un gioiello con 14K d'oro e 6K di platino è più prezioso di uno a 18K d'oro e 6K di rame.

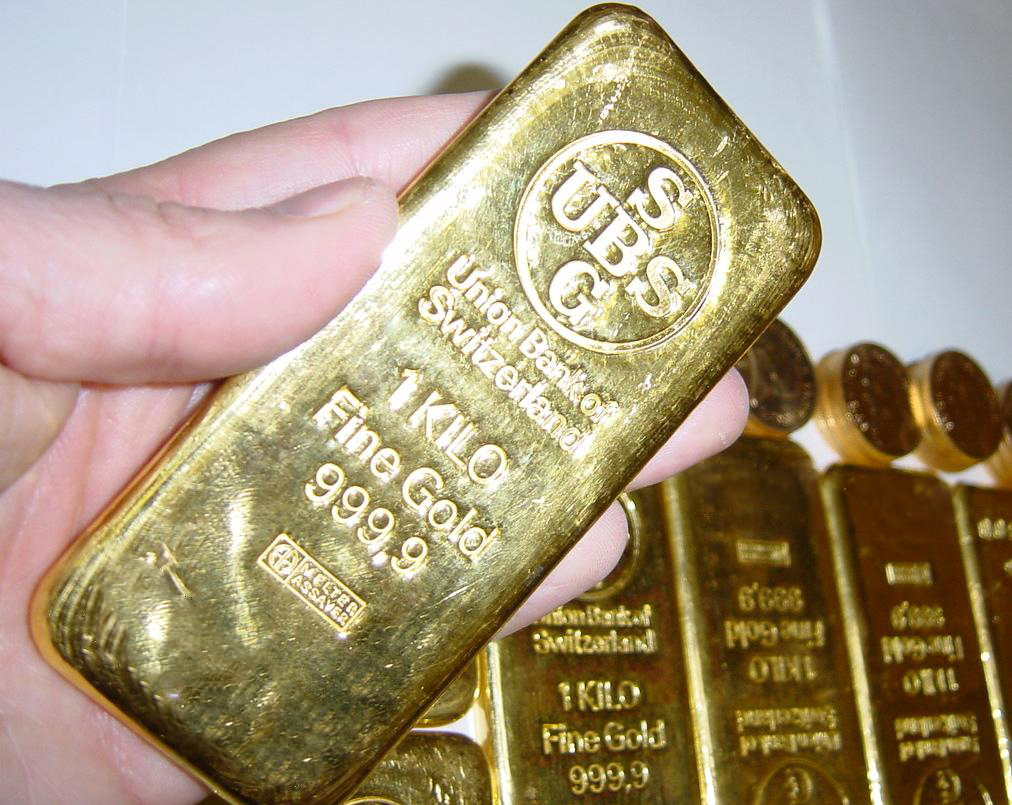
Lingotti d'oro in una banca svizzera

Il prezzo dell'oro è fissato dai mercati; tuttavia, dal 1919, la Borsa di Londra stabilisce due volte al giorno un prezzo di riferimento (il cosiddetto fixing dell'oro) alle 10:30 e alle 15:00 (ora di Londra). Fino a ottobre 2014 il prezzo veniva fissato dai cinque mercanti più rilevanti del mondo per lo scambio di oro fisico (in inglese "the Club of Five"): Bank of Nova Scotia Mocatta, Barclays Bank., Deutsche Bank, HSBC Bank USA e Société générale. Da novembre 2014, il processo di fissazione del prezzo (fixing) è stato affidato a Ice Benchmark Administration (Iba) che ha superato la concorrenza del London Metal Exchange e del duo Cme Group-Thomson Reuters (che invece gestirà il nuovo fixing dell'argento).
Storicamente l'oro è stato impiegato per supportare le valute in un sistema economico basato sul gold standard, in cui il valore di ogni valuta è stabilito equivalente a una certa quantità di oro. Come parte di questo sistema i governi e le banche centrali tentarono di controllare il prezzo dell'oro, fissandone le parità con le valute. Per un lungo periodo (dal 1789 al 1933) gli Stati Uniti fissarono il prezzo dell'oro a 20,67 $/ozt (pari a 0,66456 $/g) – salvo lievi oscillazioni in tempo di guerra – che poi elevarono a 35 dollari/oncia (pari a 1,12527 $/g) nel 1934.

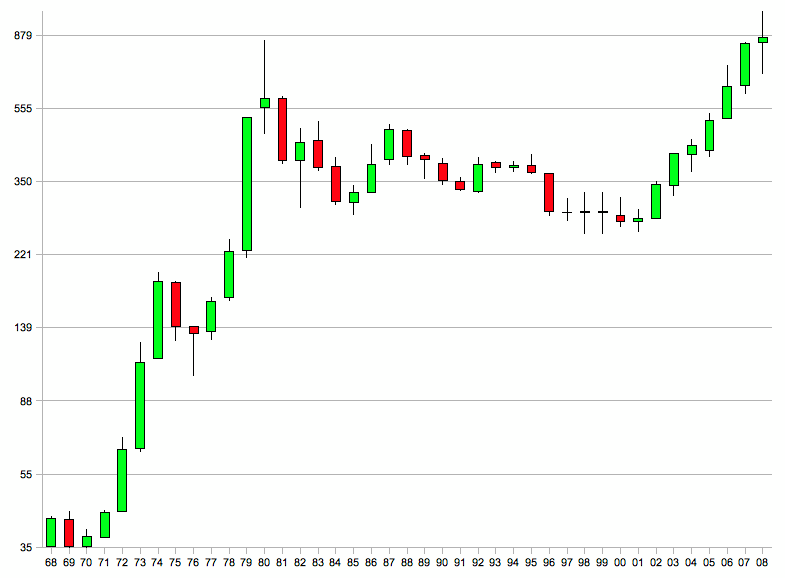
Andamento del prezzo dell'oro tra il 1968 e il 2008

Nel caso dell'imperatore Nerone l'oro venne a significare il proprio distacco «dagli ideali e dagli interessi aristocratici» attraverso la sua riforma monetaria «che aumentava il valore del denarius argenteo nei confronti dell'aureus, in favore della piccola e media borghesia, contro la ricchezza parassitaria e il luxus dell'aristocrazia senatoria». L'eccessiva quantità d'oro proveniente dalle Americhe portò Filippo II a una «politica estera aggressiva e (...) le ingenti belliche spese belliche e la miope politica economica provocarono una crisi generalizzata che condusse il paese alla bancarotta per ben tre volte nella seconda metà del Cinquecento». È stato scritto da una parte della «gravissima inflazione europea causata dall'oro americano (...) che rappresentò un flagello per l'Europa», dall'altra di come una nuova economia legata alla borghesia dei mercanti e dei banchieri si affacciasse alla storia: «Lo sviluppo dell'economia aumenta l'importanza del danaro nella gerarchia dei valori sociali e la finanza assume un ruolo più vasto nella vita degli stati».
L'inflazione tra le due guerre mondiali e le spese militari portarono alla fine del gold standard, sostituito con il cosiddetto gold exchange standard dagli accordi di Bretton Woods del 1944, in forza dei quali era convertibile in oro solo il dollaro americano, con cui le altre valute mantenevano un cambio fisso. Nel 1961 mantenere questo prezzo era diventato arduo; le banche centrali degli Stati Uniti d'America e dell'Europa cominciarono a coordinare le loro azioni per mantenere il prezzo stabile contro le forze di mercato.
Il 17 marzo 1968 le circostanze economiche causarono il fallimento di questi sforzi congiunti; venne introdotto un doppio regime, che fissava il prezzo dell'oro a 35 dollari/oncia per le transazioni valutarie internazionali, lasciandolo però libero di fluttuare per quanto concerneva gli scambi tra privati. Questo doppio regime fu abbandonato il 15 agosto 1971, quando gli USA abolirono la convertibilità del dollaro in oro e il suo prezzo fu lasciato libero di variare in accordo alle leggi di mercato.
Le banche centrali possiedono ancora oggi riserve auree a garanzia del valore delle proprie valute, anche se il volume globale di queste riserve è andato via via calando (causa la progressiva coniazione di moneta in assenza di controvalore aureo o di qualunque altro metallo).
Dal 1968 il prezzo dell'oro sui mercati ha subito ampie oscillazioni, con un record di oltre 1 900 $/ozt (oltre 60 $/g) nell'agosto 2011 e un minimo di 252,90 $/ozt (8,131 $/g) il 21 giugno 1999 (fixing di Londra). Il prezzo è salito a 420 $/ozt (13,503 $/g) nel 2004 a causa della svalutazione del dollaro statunitense; il prezzo dell'oro in altre valute (per esempio l'euro) ha subìto nello stesso periodo un aumento inferiore, comunque consistente, al 10% dalla quota di 330 euro/oncia (10,6 €/g).
L'oro costituisce a volte parte di un investimento finanziario difensivo (bene rifugio per la tutela del capitale), data la stabilità a lungo termine del suo valore commerciale e la sua sostanziale scorrelazione rispetto all'andamento del mercato azionario e obbligazionario; per questa sua stabilità, la speculazione sull'oro diventa particolarmente appetibile quando viene meno la fiducia in una valuta e quando il valore di una valuta è soggetto a iperinflazione. Il prezzo dell'oro è anche alla base di futures con cui si specula sul suo ipotizzato valore futuro. Dall'elezione di Bush a presidente degli Stati Uniti d'America il prezzo di un'oncia è salito da 200 dollari a 540 dollari.
Nelle operazioni di investimento in oro fisico bisogna tener conto di rivolgersi sempre agli operatori autorizzati dalla Banca d'Italia, gli unici in grado di assicurare un trasparente svolgimento delle operazioni secondo la vigente normativa 
Fattori che incidono sul prezzo dell'oro:
- Politiche monetarie delle banche centrali. Sin dalla crisi finanziaria del 2009 c’è stato nel mondo una enorme incremento del denaro stampato dalle banche centrali. Questo ha portato Il valore reale del denaro a diminuire a causa di fenomeni di inflazione. Per porre rimedio alle politiche inflazionistiche da esse stesse create le banche centrali hanno iniziato intensive politiche di accumulazione di oro che, al contrario della moneta, non si svaluta e mantiene nel tempo il suo valore. Questo ha portato un forte incremento del prezzo dell'oro.
- Tassi di interesse. I bassi tassi di interesse sono forse il fattore più importante che condiziona il prezzo dell’oro. La riduzione dei tassi di interesse porta ad un aumento del prezzo dell’oro in quanto gli investitori in fasi di tassi di interesse bassi tendono a spostare i propri capitali su assett con tassi di rivalutazione più alti. Un assett come l’oro, che pur non offrendo rendimenti si rivaluta in modo costante nel tempo e ha minori oscillazioni del mercato azionario, rappresenta uno dei principali impieghi in periodi di scarsi tassi di interesse.
- Carenza. Dal 2013 non vengono scoperte grandi miniere d’oro. Fino al 2013 la produzione globale di oro è stata costante, ma la mancanza di nuove scoperte ha portato i produttori d’oro a tagliare la spesa per l’esplorazione. I grandi depositi scoperti sono stati esigui anche a causa dei progetti d’estrazione avviati successivamente al 2013 che sono stati di livello modesto rispetto ai precedenti. Questo significa che probabilmente anche in futuro non ci saranno grandi scoperte di miniere d’oro e quello che c’è adesso tenderà a rivalutarsi sempre di più nel tempo.[55]
- Sviluppo delle economie cinesi ed indiane. Lo sviluppo di questi paesi è importante per due fattori. Il primo è industriale: l’oro è comunemente usato in vari tipi di industria, da quella chimica a quella elettronica. Queste due economie sono molto sviluppate nei settori in cui è impiegato l’oro e ne necessitano sempre di più, il che ne condiziona positivamente il prezzo. Secondo fattore è di tipo sociologico in quanto sia la società cinese che quella indiana danno molta importanza all’oro. In questi paesi, molto più che in Europa e negli USA, l’oro è considerato simbolo di potere e ricchezza e le famiglie tendono ad accumularne in quantità sempre maggiore.

Il prezzo massimo raggiunto dall'oro è di 2788,18 dollari l'oncia, stabilito il 30 ottobre 2024 (al cambio di quel giorno, circa 82.89 €/grammo).

## Possesso di oro

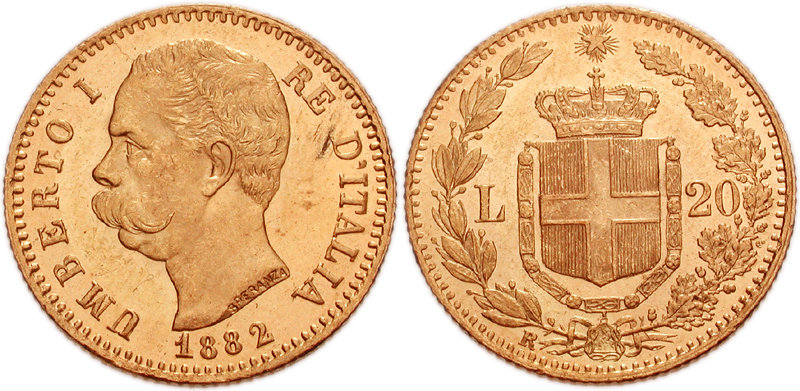
20 lire d'oro coniato nel 1882 durante il regno di Umberto I di Savoia

Per via del suo uso come riserva valutaria, nella storia a volte il possesso privato dell'oro è stato regolamentato o bandito.
Per esempio:
- Negli Stati Uniti il possesso privato di oro, fatta eccezione per la gioielleria e il collezionismo numismatico, fu illegale dal 1933 al 1975.
- In Italia, Grecia e Spagna, unici tra i Paesi Europei, il possesso di oro era consentito solo agli istituti bancari.
- In Italia poteva essere detenuto solo oro lavorato, monete auree o lingottini semilavorati con peso massimo di 100 grammi. Con il Decreto nº 7 del 2000, in recepimento della Direttiva 98/80/CE, è stato aperto in tutta Europa (anche ai privati) il possesso di oro fino.[56]

## Simbologia
Dal 6 settembre 2012 lo Stato australiano del Victoria ha proclamato l'oro proprio emblema minerario, in considerazione dell'importanza di tale metallo nella storia e per lo sviluppo dello Stato.